# معترسة سبخية
معترسة سبخية (الاسم العلمي:Syngamus palustris) هي نوع من الديدان الأسطوانية تتبع جنس المعترسة من فصيلة المعترسات.